# Partido Liberdade e Refundação
Partido Liberdade e Refundação (em castelhano:  Libertad y Refundación, Libre) é um partido político hondurenho de esquerda. Fundado em 2011 pela Frente Nacional de Resistência Popular (FNRP), uma coalizão de organizações de esquerda contrárias ao golpe de estado em Honduras em 2009.
O partido possui um forte caráter socialista, contrário ao livre mercado e ao modelo econômico liberal, mantendo um compromisso de estabelecer um sistema econômico de esquerda alternativo.
O ex presidente Manuel Zelaya vem liderando o partido desde sua desfiliação do Partido Liberal e filiação com a esquerda latino-americana seguindo os eventos do golpe de 2009. Sua esposa Xiomara Castro de Zelaya foi a candidata escolhida pelo partido para as eleições de 2013 já que de acordo com a constituição seu marido não estava autorizado a concorrer a um segundo mandato.
Ao menos 18 candidatos, pré-candidatos, líderes de campanhas e membros de famílias associados ao Libre foram mortos entre junho de 2012 e Outubro de 2013 em Honduras.
O partido venceu as eleições presidenciais em 2021.

## Divisões
Há ao menos cinco grandes alas dentro do Partido Liberdade e Refundação.
- Movimento 28 de Junho
- Movimento de Resistência Popular
- Povo Organizado em Resistência
- Força de Refundação Popular
- Movimento 5 de Julho

## História eleitoral

### Eleições presidenciais
| Eleição | Candidato                         | Votos     | %      | Resultado  |
| ------- | --------------------------------- | --------- | ------ | ---------- |
| 2013    | Xiomara Castro                    | 896,498   | 28.78% | Não eleito |
| 2017    | Salvador Nasralla (com o PINU-SD) | 1,360,442 | 41.42% | Não eleito |
| 2021    | Xiomara Castro                    | 978,842   | 53.41% | Eleito     |

### Congresso nacional
| Eleição | Líder partidário           | Votos     | %      | Deputados | +/– | Posição | Governo  |
| ------- | -------------------------- | --------- | ------ | --------- | --- | ------- | -------- |
| 2013    | José Manuel Zelaya Rosales | 756,839   | 27.51% | 37 / 128  | 37  | 2.º     | Oposição |
| 2017    | José Manuel Zelaya Rosales | 1,360,442 | 23.44% | 30 / 128  | 7   | 2.º     | Oposição |
| 2021    | José Manuel Zelaya Rosales |           |        | 51 / 128  | 21  | 1.º     | Governo  |